# Bárcena de Cudón
Bárcena de Cudón es una localidad del municipio de Miengo (Cantabria, España). Está situado a una distancia de 1,5 kilómetros al sur de Miengo (capital municipal). En Bárcena de Cudón residen 180 habitantes (INE 2013), y está a un altitud de 73 metros sobre el nivel del mar. Destaca del lugar, la iglesia del siglo XVI, la casa de las Encinas, en la que vivió el personaje célebre Juan de Rumoroso (abogado de los Reales Consejos) y la bolera de la localidad, donde son celebrados distintos torneos durante las Fiestas de los Patronos del Pueblo, los Santos Mártires.
- Datos: Q5736416